# Concatedral de Santa Teresa (Savannakhet)
La Concatedral de Santa Teresa  o simplemente Catedral de Santa Teresa (en lao: ໂບດກາໂຕລິກ ນັກບຸນເຕເຣຊາ) es el nombre que recibe un edificio religioso que está afiliado a la Iglesia católica y se encuentra en la localidad de Savannakhet en el sur del país asiático de Laos, cerca de la frontera con Tailandia.
El templo sigue el rito romano o latino y funciona como una de las 2 catedrales o iglesias principales del vicariato apostólico de Savannakhet (Vicariatus Apostolicus Savannakhetensis ອັກຄະສາວົກແທນຂອງສະຫວັນນະເຂດ) que fue elevado a su actual estatus en 1958 por el papa Pío XII mediante la bula Qui ad Ecclesiae. El otro templo que sirve como iglesia madre del vicariato es la Catedral de San Luis en Thakhek.
Esta bajo la responsabilidad pastoral del obispo Jean Marie Prida Inthirath.

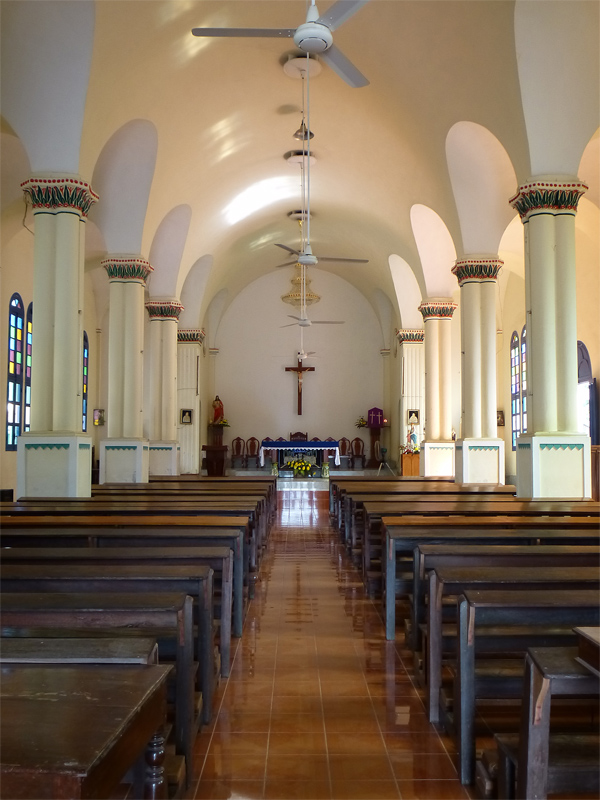
Vista interna